# Réactance (électricité)
Pour les articles homonymes, voir Réactance.

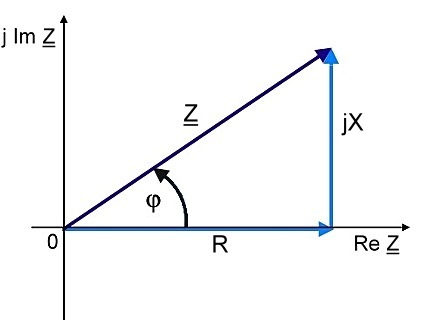
Représentation graphique de l'impédance, dont la réactance est représentée sur l'axe vertical.

La réactance d'un circuit électrique est la partie imaginaire de son impédance induite par la présence d'une inductance ou d'un condensateur dans le circuit. La réactance est notée X et s'exprime en ohms (Ω).
- Si X > 0, le dipôle est inductif
- Si X = 0, le dipôle est purement résistif
- Si X < 0, le dipôle est capacitif

L'équivalent de la réactance lié à l'admittance (c.-à-d. la partie imaginaire de l'admittance) est la susceptance.

## Relations avec l'impédance
La relation entre l'impédance, la résistance et la réactance est donnée par :
{\displaystyle Z=R+jX},
avec :
- Z l'impédance, en Ω ;
- R la résistance, en Ω ;
- j l'unité imaginaire des nombres complexes ;
- X la réactance, en Ω.

Parfois, il suffit de connaître le module de l'impédance :
{\displaystyle \left|Z\right|={\sqrt {R^{2}+X^{2}}}}.
Pour un élément purement inductif ou capacitif, le module de l'impédance est égal à la valeur absolue de la réactance : |Z| = |X|.

## Réactance inductive
La réactance inductive ou inductance (notée XL) est causée par le champ magnétique qui accompagne tout courant électrique – un courant variable est accompagné d'un champ magnétique variable, qui induit une force électromotrice qui s'oppose au changement du courant. Plus le courant change, plus l'inducteur s'oppose à ce changement : la réactance est proportionnelle à la fréquence (donc X = 0 pour un courant continu). Il y a également une différence de phase entre l'échelon de tension et le courant dans le dipôle.
La réactance inductive suit la formule :
{\displaystyle X_{L}=2\pi fL\,\!}
Avec :
- XL la réactance inductive, en Ω ;
- f la fréquence, en Hz ;
- L le coefficient d'auto-induction, en H.

## Réactance capacitive
La réactance capacitive ou capacitance[réf. souhaitée]  (notée XC) reflète l'impossibilité pour les électrons de traverser un condensateur, bien que le courant alternatif à haute fréquence le puisse (les électrons s'accumulent et se raréfient alternativement sur les deux plaques du condensateur). Il y a également une différence de phase entre le courant alternatif passant dans le condensateur et la différence de potentiel entre les bornes du condensateur.
La réactance capacitive suit la formule :
{\displaystyle X_{C}={\frac {1}{2\pi fC}}\,}
Avec :
- XC la réactance capacitive en Ω ;
- f la fréquence en Hz ;
- C la capacité en F.

Attention ! On a ainsi défini la réactance capacitive XC comme une grandeur positive, mais l'impédance d'un condensateur est –j XC (un condensateur introduit une différence de phase de -90°) : sa réactance est donc en fait –XC !